# Référendum letton de 2011
Le Référendum letton de 2011 (officiellement « Référendum sur la dissolution de la Saeima de 2011 », en letton 2011. gada referendums par Saeimas atlaišanu) a lieu le 23 juillet 2011 afin de permettre à la population lettone de se prononcer sur la dissolution anticipée de la Saeima, le Parlement unicaméral du pays.
La proposition remporte une très large majorité des suffrages, conduisant aux élections législatives anticipées de septembre 2011.

## Contexte

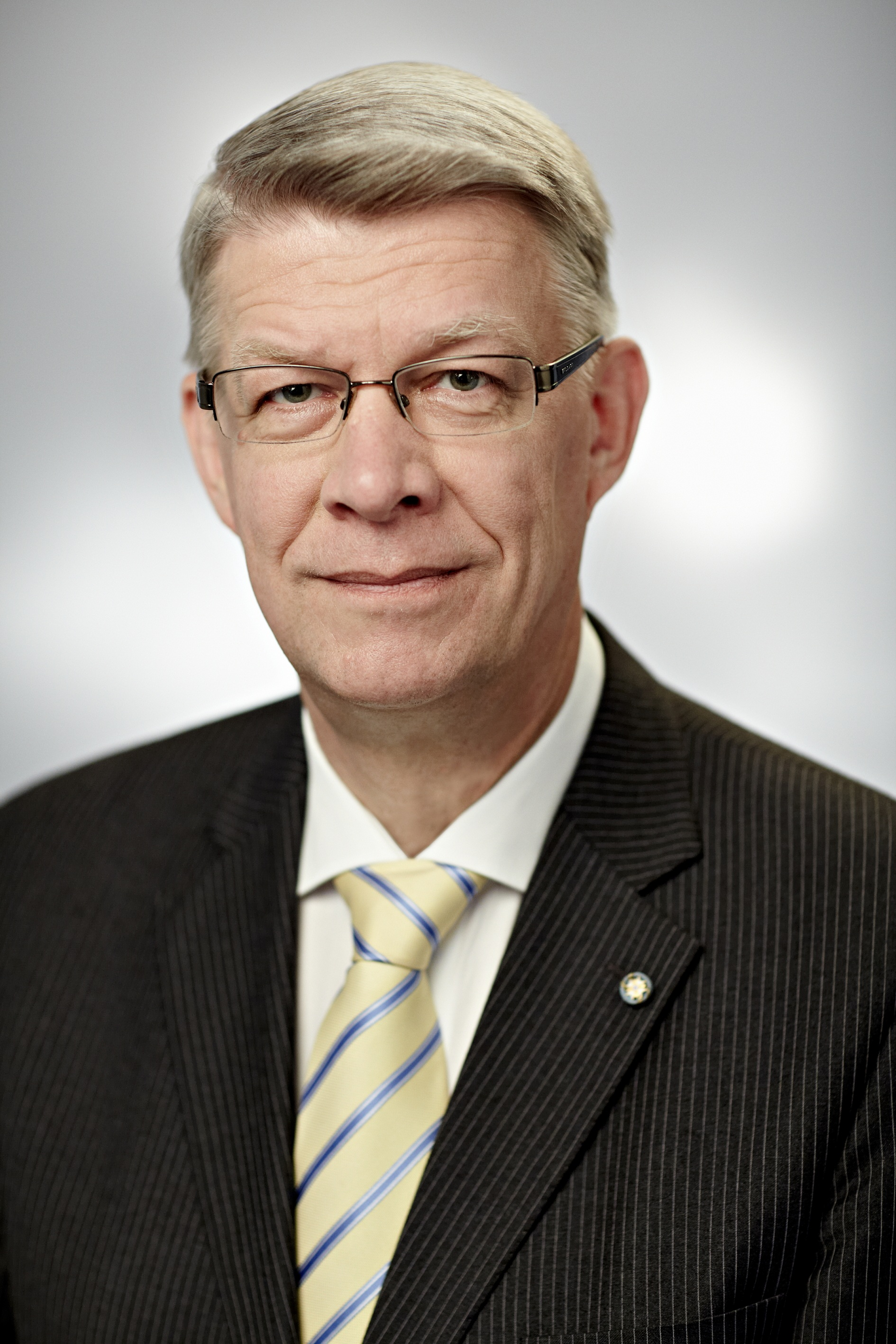
Le président Valdis Zatlers, organisateur du référendum.

Le 28 mai 2011, le président Valdis Zatlers a annoncé, en vertu de l'article 48 de la Constitution, la convocation d'un référendum ayant pour objet la dissolution de la Saeima, après le refus des députés d'autoriser une perquisition chez Ainārs Šlesers, dirigeant du Premier Parti de Lettonie/Voie lettonne (LPP/LC). Premier chef de l'État à faire usage de cette prérogative, il avait affirmé que les députés avaient « fait preuve d'irrespect et de méfiance » à l'égard de la justice. Cinq jours plus tard, Zatlers est battu lors de l'élection présidentielle par le député indépendant Andris Bērziņš, notamment soutenu par LPP/LC. Au cours de la campagne, le Premier ministre Valdis Dombrovskis, a fait savoir qu'il voterait « oui », alors que son gouvernement comprend des ministres issus de l'Union des verts et des paysans (ZZS), dont le président est un homme d'affaires controversé.

### Bases légales
Selon l'article 48 de la Constitution lettonne de 1922, en cas de victoire du « oui », les élections législatives anticipées doivent se tenir dans les deux mois. En cas de victoire du « non », le chef de l'État doit démissionner. Toutefois, Zatlers n'ayant pas été réélu, cette disposition n'aurait pas trouvé à s'appliquer.
Pour être considéré valide, le référendum doit recueillir en faveur de la dissolution une majorité absolue de l'ensemble des suffrages, y compris ceux blancs et nuls.

## Résultats
| Choix                     | Votes     | %     |
| ------------------------- | --------- | ----- |
| Pour                      | 650 518   | 94,30 |
| Blancs et nuls            | 1 476     | 0,21  |
| Contre                    | 37 829    | 5,48  |
|                           |           |       |
| Votes valides             | 688 347   | 99,79 |
| Votes blancs et invalides | 1 476     | 0,21  |
| Total                     | 689 823   | 100   |
| Abstention                | 852 770   | 55,27 |
| Inscrits/Participation    | 1 542 593 | 44,73 |

| Pour 650 518 (94,30 %) |
| ▲                      |
| Majorité absolue       |

## Conséquences
Du fait de l'écrasante victoire du « oui », des élections législatives anticipées sont convoquées le 17 septembre 2011, un an à peine après le précédent scrutin. Au cours de ces élections, l'ancien chef de l'État Valdis Zatlers annonce son intention de se porter candidat au poste de Premier ministre, à la suite de la fondation du Parti réformateur de Zatlers (ZRP), le jour même du référendum.